# 羅馬四岬

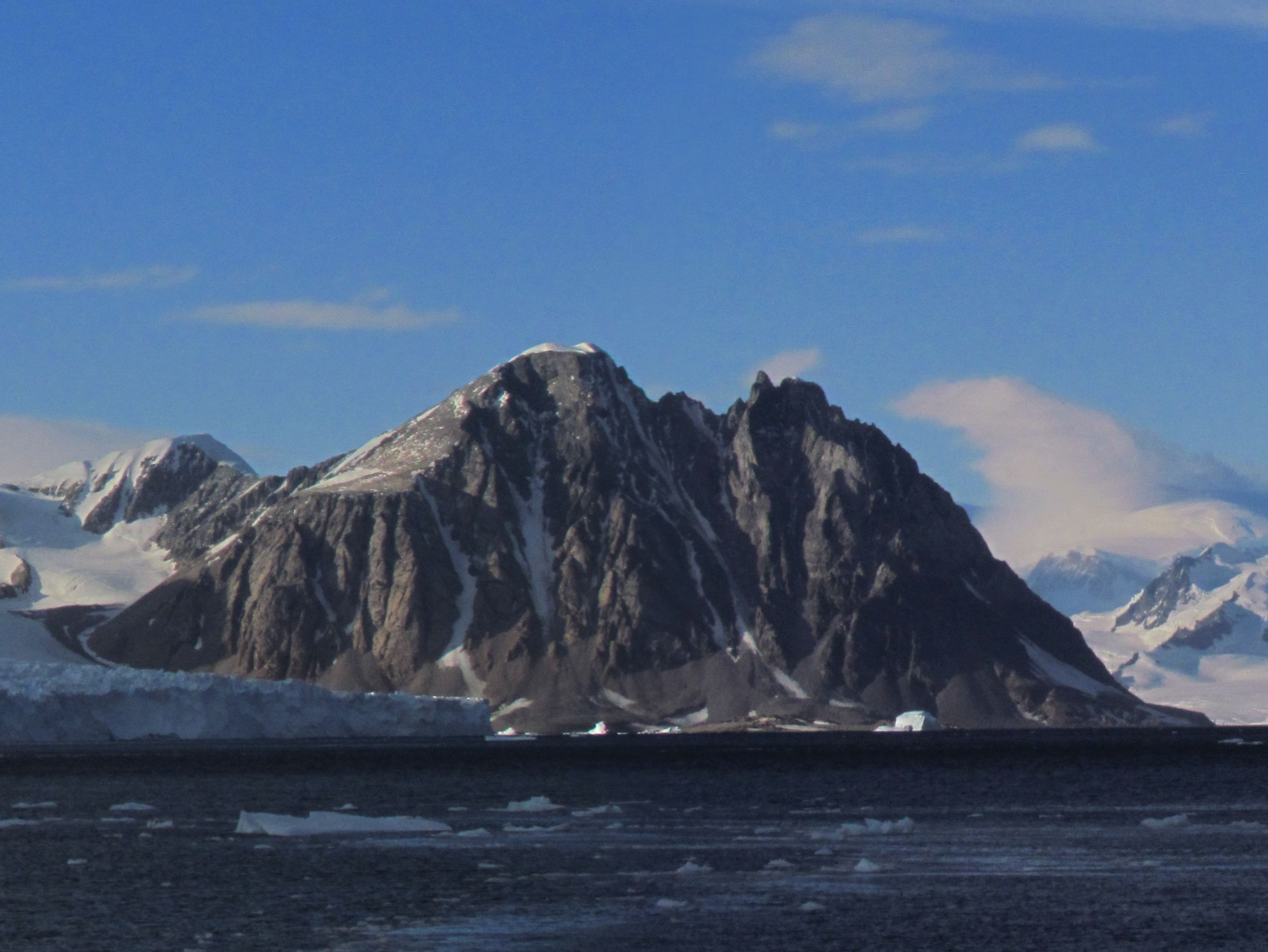
從聖馬丁基地拍攝的羅馬四岬。

68°13′S 66°56′W / 68.217°S 66.933°W
羅馬四岬（英語：Roman Four Promontory）是南極洲的海岬，位於葛拉漢地西岸，處於瑪格麗特灣南部，是內尼港入口處的北部，海拔高度830米，由英國探險隊繪入地圖。